# Denyor Cicilia
Denyor Efrain Christiaan Cicilia (Deventer, 29 marzo 2007) è un calciatore olandese di Bonaire, portiere del N.E.C. Under-19 e della nazionale bonairiana.

## Carriera

### Club
Ha iniziato a giocare a calcio nell'Arnhemse Boys, per poi passare nel 2022 in Spagna all'Huesca. Nel 2023 ha fatto ritorno in Olanda al N.E.C., che lo ha assegnato all'Under-19.

### Nazionale
Ha debuttato con la nazionale bonairiana il 12 ottobre 2023 nell'incontro di CONCACAF Nations League vinto 2-0 contro Anguilla.

## Statistiche

### Cronologia presenze e reti in nazionale
| Cronologia completa delle presenze e delle reti in nazionale ― Bonaire | Cronologia completa delle presenze e delle reti in nazionale ― Bonaire | Cronologia completa delle presenze e delle reti in nazionale ― Bonaire | Cronologia completa delle presenze e delle reti in nazionale ― Bonaire | Cronologia completa delle presenze e delle reti in nazionale ― Bonaire | Cronologia completa delle presenze e delle reti in nazionale ― Bonaire | Cronologia completa delle presenze e delle reti in nazionale ― Bonaire | Cronologia completa delle presenze e delle reti in nazionale ― Bonaire |
| Data                                                                   | Città                                                                  | In casa                                                                | Risultato                                                              | Ospiti                                                                 | Competizione                                                           | Reti                                                                   | Note                                                                   |
| ---------------------------------------------------------------------- | ---------------------------------------------------------------------- | ---------------------------------------------------------------------- | ---------------------------------------------------------------------- | ---------------------------------------------------------------------- | ---------------------------------------------------------------------- | ---------------------------------------------------------------------- | ---------------------------------------------------------------------- |
| 12-10-2023                                                             | Rincon                                                                 | Bonaire                                                                | 2 – 0                                                                  | Anguilla                                                               | CONCACAF Nations League 2023-2024                                      | -                                                                      |                                                                        |
| 18-11-2023                                                             | The Valley                                                             | Anguilla                                                               | 0 – 3                                                                  | Bonaire                                                                | CONCACAF Nations League 2023-2024                                      | -                                                                      |                                                                        |
| 21-11-2023                                                             | Rincon                                                                 | Bonaire                                                                | 0 – 4                                                                  | Saint-Martin                                                           | CONCACAF Nations League 2023-2024                                      | -4                                                                     |                                                                        |
| 20-3-2024                                                              | Washington                                                             | El Salvador                                                            | 1 – 1                                                                  | Bonaire                                                                | Amichevole                                                             | -1                                                                     |                                                                        |
| 4-6-2024                                                               | Doorwerth                                                              | Sint Maarten                                                           | 3 – 1                                                                  | Bonaire                                                                | Amichevole                                                             | -3                                                                     |                                                                        |
| 6-9-2024                                                               | Rincon                                                                 | Bonaire                                                                | 1 – 1                                                                  | Saint Vincent e Grenadine                                              | CONCACAF Nations League 2023-2024                                      | -1                                                                     |                                                                        |
| 9-9-2024                                                               | Rincon                                                                 | Bonaire                                                                | 1 – 2                                                                  | El Salvador                                                            | CONCACAF Nations League 2023-2024                                      | -2                                                                     |                                                                        |
| Totale                                                                 |                                                                        | Presenze                                                               | 7                                                                      |                                                                        | Reti                                                                   | -11                                                                    |                                                                        |